# Wassili Wassiljewitsch Beljajew

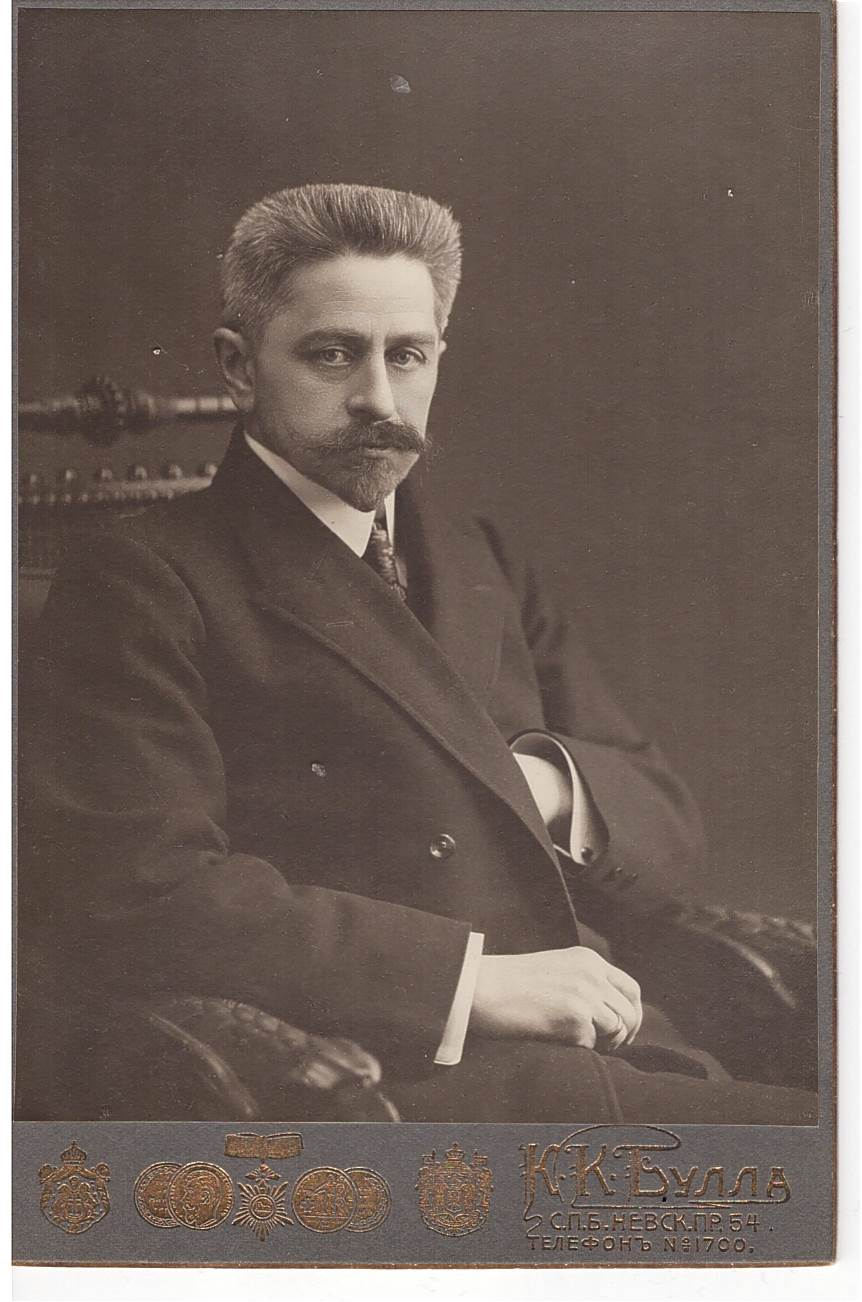
Wassili Wassiljewitsch Beljajew (1913)

Wassili Wassiljewitsch Beljajew (russisch Василий Васильевич Беляев; * 14. Januarjul. / 26. Januar 1867greg. in St. Petersburg; † 19. Februar 1928 in Leningrad) war ein russisch-sowjetischer Maler und Hochschullehrer.

## Leben
Der Kaufmannssohn Beljajew besuchte das Gymnasium und gleichzeitig die Zeichenschule der St. Petersburger Zentral-Schule für Technisches Zeichnen des Barons von Stieglitz. Beljajew studierte 1886–1891 an der Kaiserlichen Akademie der Künste (IACh) und gewann eine Kleine Silbermedaille (1887), zwei Große Silbermedaillen (1888, 1891) und eine Kleine Goldmedaille (1890), worauf er Klassischer Künstler I. Klasse war.

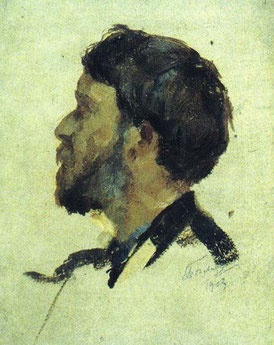
Andrei Petrowitsch Rjabuschkin (W. W. Beljajew, Russisches Museum, 1903)

Beljajew schuf Gemälde zu unterschiedlichen Themen, Porträts und Landschaftsbilder. Ab 1889 beteiligte sich Beljajew an Ausstellungen. Er war Aussteller der Gesellschaft der Künstler der Historischen Malerei (1895–1896), der Moskauer Gesellschaft der Kunstfreunde (1892), der Genossenschaft der künstlerischen Wanderausstellungen (1893–1895) und der St. Petersburger Gesellschaft der Künstler (1899, 1904, 1917).
Beljajew schuf 1895–1909 für die Innenausschmückung der neuen Auferstehungskirche in St. Petersburg 48 Kartons für Mosaike an den Wänden. 1910 beteiligte er sich an der Ausmalung der Alexander-Newski-Kathedrale in Warschau.
1913 wurde Beljajew zum Mitglied der IACh gewählt. Er wurde zum Professor ernannt und leitete die Kunsthochschule der IACh.
Nach der Oktoberrevolution beteiligte sich Beljajew 1919 in Moskau an der 7. Ausstellung der Abteilung für Darstellende Kunst des Allrussischen Zentralen Ausstellungsbüros (WZBB) des Volkskommissariats für Bildung der RSFSR. Ab 1920 leitete er die Werkstatt für Monumentalmalerei der Akademie der Künste. 1921 wurde er zum Prorektor der Akademie der Künste für die Studienabteilung gewählt. Als Mitglied der Assoziation der Künstler des Revolutionären Russlands (AChRR) stellte er 1923 und 1926 Arbeiten aus.
Werke Beljajews werden im Russischen Museum, in der Eremitage und anderen Museen ausgestellt.